# Covas (Vila Verde)
Pour les articles homonymes, voir Covas.
Covas est une paroisse située dans la municipalité de Vila Verde, district de Braga au Portugal. La commune avait une superficie de 3,5 km² et 399 habitants (au 30 juin 2011).

## Histoire
Covas a fait partie du comté d'Aboim da Nóbrega jusqu'au 31 décembre 1853, date à laquelle elle a rejoint le comté de Ponte da Barca. Le 24 octobre 1855, il a été intégré au comté de Vila Verde.
Le 29 septembre 2013, dans le cadre d'une réforme administrative nationale les municipalités de Covas, Penascais , Valões , Codeceda et  Atães ont été fusionnées dans la nouvelle municipalité d'União das Freguesias do Vade.
L'église de « Sainta Maria de Covas » et la chapelle de « Santo Amaro » sont les seuls endroits religieux de Covas.

## Démographie
| Population de Covas . | Population de Covas . | Population de Covas . | Population de Covas . | Population de Covas . | Population de Covas . | Population de Covas . | Population de Covas . | Population de Covas . | Population de Covas . | Population de Covas . | Population de Covas . | Population de Covas . | Population de Covas . | Population de Covas . |
| --------------------- | --------------------- | --------------------- | --------------------- | --------------------- | --------------------- | --------------------- | --------------------- | --------------------- | --------------------- | --------------------- | --------------------- | --------------------- | --------------------- | --------------------- |
| 1864                  | 1878                  | 1890                  | 1900                  | 1911                  | 1920                  | 1930                  | 1940                  | 1950                  | 1960                  | 1970                  | 1981                  | 1991                  | 2001                  | 2011                  |
| 561                   | 609                   | 560                   | 619                   | 573                   | 536                   | 599                   | 633                   | 650                   | 640                   | 657                   | 626                   | 611                   | 503                   | 396                   |